# Giovanna

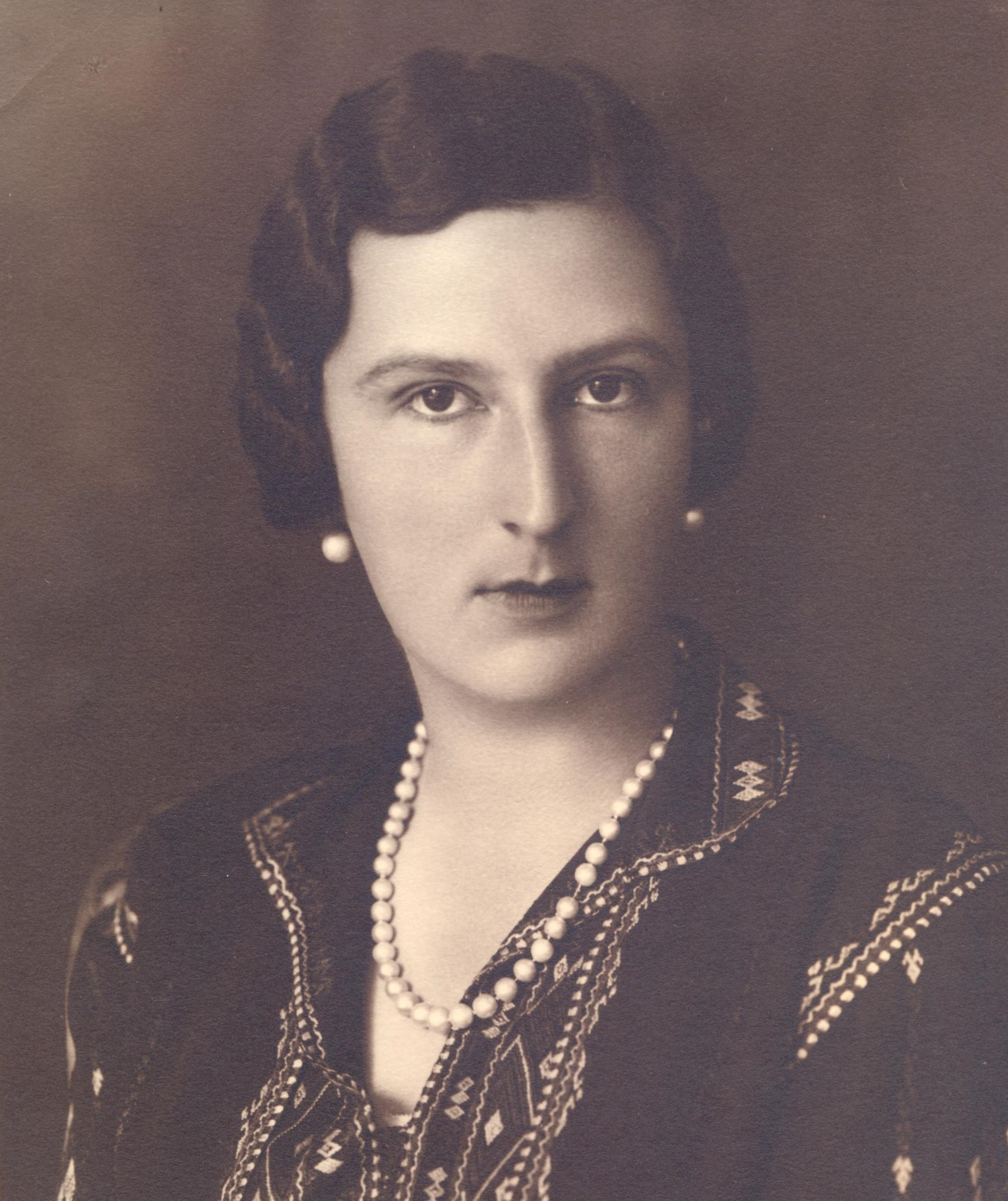
Giovanna av Italien

Giovanna är ett italienskt kvinnonamn. Det härstammar från Johanna som är ett kvinnonamn med grekiskt ursprung (Ioanna, Ἰωάννα), och en femininform av Johannes, som i sin tur härstammar ur grekiska varianter av det hebreiska namnet Jochanan som betyder Gud är nådig. Den manliga motsvarigheten är Giovanni.
Den 31 december 2014 fanns det totalt 225 kvinnor folkbokförda i Sverige med namnet Giovanna, varav 102 bar det som tilltalsnamn.
Namnsdag: saknas

## Personer med namnet Giovanna
- Giovanna av Italien, den sista drottningen/tsaritsan av Bulgarien, hustru till Boris III av Bulgarien
- Giovanna Amati, italiensk racerförare
- Giovanna Antonelli, brasiliansk skådespelare
- Giovanna Dandolo, dogaressa av Venedig
- Giovanna Mezzogiorno, italiensk skådespelare
- Giovanna Bassi, italiensk ballerina
- Giovanna d’Angiò, se Johanna I av Neapel, regerande drottning av Neapel
- Giovanna Trillini, italiensk fäktare